# Kwangmyong
Kwangmyong (kor. 광명) (dt. „Licht“) ist das nordkoreanische Intranet, das im Jahr 2000 der nordkoreanischen Öffentlichkeit zugänglich gemacht wurde. Nur eine geringe Anzahl an autorisierten Personen hat Zugang zum globalen Internet, wogegen dem Rest der Bevölkerung zwecks Zensur nur die Nutzung des staatlich kontrollierten Netzwerks gewährt wird. Kwangmyong ist in allen größeren Städten und Universitäten 24 Stunden lang am Tag erreichbar. Die Webseiten sind mit der Internet-TLD .kp ausgestattet.
Es besteht aus einigen tausend Webseiten.

## Angebot
Es sind 28 Seiten bekannt, die über das Kwangmyong aufrufbar sind. Unter anderem gibt es Webseiten der nordkoreanischen Fluglinie, der nordkoreanischen Nachrichtenagentur und eine Seite für nordkoreanische Filme. Manche Internetauftritte sind auch in mehreren Sprachen aufrufbar. So ist die Webseite der „Stimme Koreas“ auch unter anderem in Deutsch, Arabisch, Englisch und Russisch verfügbar.